# 830 (szám)
A 830 (római számmal: DCCCXXX) egy természetes szám, szfenikus szám, a 2, az 5 és a 83 szorzata.

## A szám a matematikában
A tízes számrendszerbeli 830-as a kettes számrendszerben 1100111110, a nyolcas számrendszerben 1476, a tizenhatos számrendszerben 33E alakban írható fel.
A 830 páros szám, összetett szám, azon belül szfenikus szám, kanonikus alakban a 21 · 51 · 831 szorzattal, normálalakban a 8,3 · 102 szorzattal írható fel. Nyolc osztója van a természetes számok halmazán, ezek növekvő sorrendben: 1, 2, 5, 10, 83, 166, 415 és 830.
A 830 négyzete 688 900, köbe 571 787 000, négyzetgyöke 28,80972, köbgyöke 9,39780, reciproka 0,0012048. A 830 egység sugarú kör kerülete 5215,04380 egység, területe 2 164 243,179 területegység; a 830 egység sugarú gömb térfogata 2 395 095 784,8 térfogategység.